# Roskildevej
De Roskildevej is een weg tussen de Deense steden Kopenhagen en Roskilde. Het is een voortzetting van de Vesterbrogade, een drukke winkelstraat en verkeersader in het centrum van Kopenhagen. De weg begint bij Pile Allé en leidt langs Frederiksberg, Valby, Rødovre, Glostrup, Albertslund, Taastrup en Hedehusene naar Roskilde. Het deel tussen Hedehusene en Roskilde heet tegenwoordig Københavnsvej en wordt in Hedehusene en Glostrup eenvoudig Hovedgaden ("hoofdstraat") genoemd.
Het deel van Aalholm Plads in Kopenhagen tot aan de Oostelijke ringweg in Roskilde (deel van Primærrute 6) is Sekundærrute 156 en is 24 kilometer lang. De totale afstand van het stadhuis van Kopenhagen tot de Algade in Roskilde is ongeveer 31 kilometer.

## Geschiedenis
De weg werd aangelegd als vervanging voor de oude Via Regia tussen Copenhagen en Roskilde. De bouw begon aan de Roskilde-kant in 1770 en de bouw werd in 1776 voltooid in Kopenhagen. Het project werd geleid door de Franse ingenieur Jean Marmillod, die door premier Johann Hartwig Ernst von Bernstorff was aangetrokken om de wegen te verbeteren.

## Gebouwen
In Frederiksberg leidt de Roskildevej langs het Frederiksberg Slot en de dierentuin van Kopenhagen. De toren van de dierentuin is vanaf de weg goed te zien.
In Taastrup is de in 1908 in Nationalromantik-stijl gebouwde watertoren vanaf de weg te zien. Tegenwoordig is deze toren als uitkijktoren opengesteld.

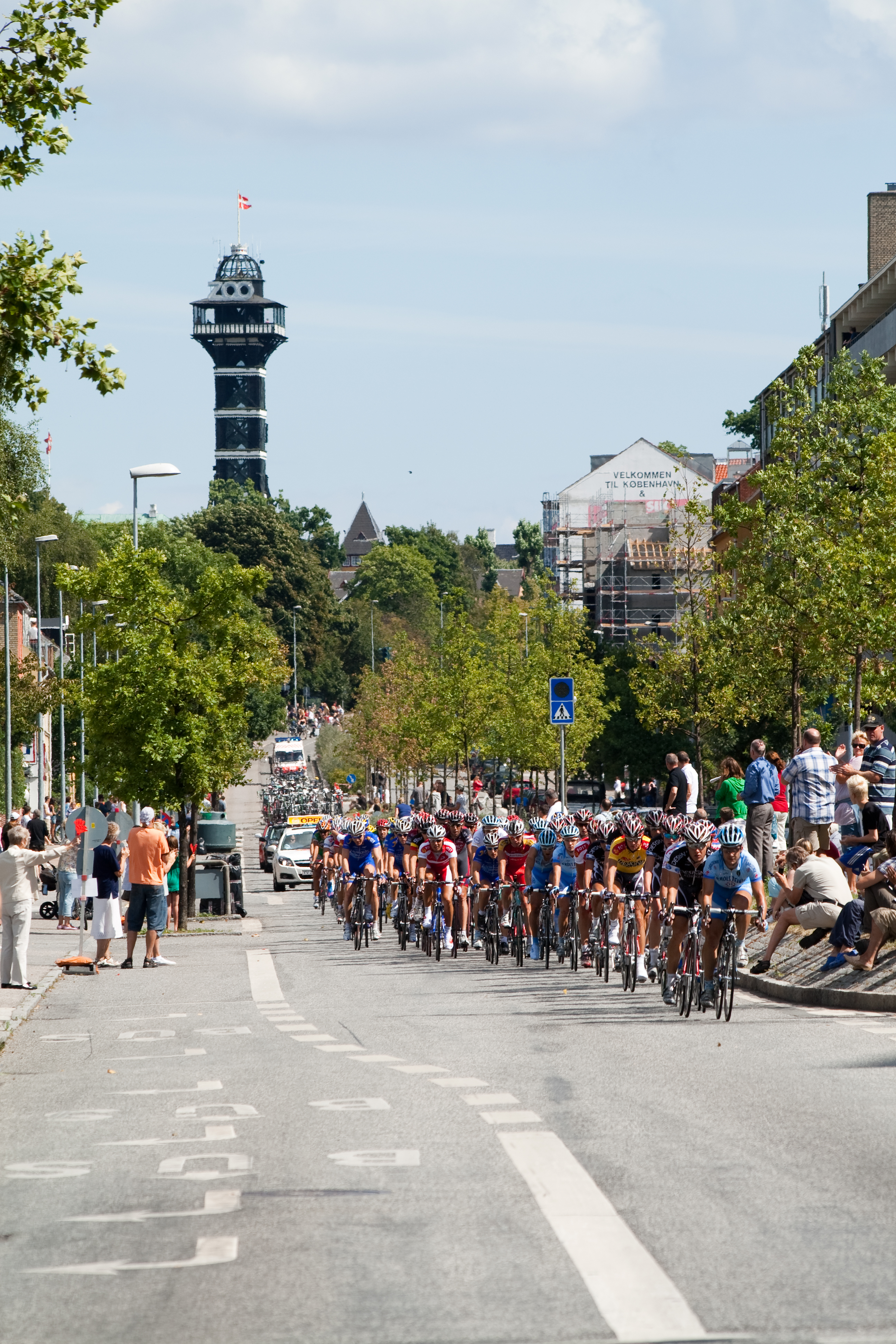
Roskildevej in 2008 tijdens de ronde van Denemarken